# Lyssomanes santarem
Lyssomanes santarem là một loài nhện trong họ Salticidae.
Loài này thuộc chi Lyssomanes. Lyssomanes santarem được María Elena Galiano miêu tả năm 1984.